# Biegi narciarskie na Zimowych Igrzyskach Olimpijskich 2014 – kwalifikacje

## Zasady kwalifikacji
Liczba miejsc do obsadzenia na igrzyskach była ustalona przez Międzynarodowy Komitet Olimpijski. W zawodach wzięło udział maksymalnie 310 zawodników i zawodniczek. Narodowy komitet olimpijski mógł wystawić maksymalnie 20 reprezentantów (w tym maksymalnie 12 jednej płci).

### Minimum A
Do igrzysk zakwalifikowali się zawodnicy, którzy w rankingu Międzynarodowej Federacji Narciarskiej z 20 stycznia 2014 roku mieli maksymalnie 100 punktów. Ci zawodnicy mogli wziąć udział we wszystkich konkurencjach. Pozostali zawodnicy mieli prawo występu w sprincie, jeśli mieli maksimum 120 punktów oraz biegach na 10 km (kobiety)/15 km (mężczyźni), jeśli zdobyli maksymalnie 300 punktów.

### Minimum B
Jeśli żaden zawodnik z danego kraju nie wypełnił minimum A, wówczas narodowy komitet olimpijski mógł wystawić po jednym zawodniku w sprincie i biegu na 10 km (kobiety)/15 km (mężczyźni), jeśli taki zawodnik zdobył maksymalnie 300 punktów FIS.

### Podział kwot
Kwota podstawowa
Każdy narodowy komitet olimpijski mógł wystawić jednego mężczyznę i jedną kobietę, którzy wypełnili minimum B.
Najlepsza 300 zawodników w rankingu
Każdemu NKO mającemu przynajmniej jednego zawodnika i/lub zawodniczkę w pierwszej 300 rankingu przyznano jedno dodatkowe miejsce w konkurencji mężczyzn i/lub kobiet.
Najlepsza 30 zawodników w rankingu
Każdemu NKO mającemu przynajmniej jednego zawodnika i/lub zawodniczkę w pierwszej 30 rankingu przyznano jedno dodatkowe miejsce w konkurencji mężczyzn i/lub kobiet. Jeśli w rankingu znalazł się więcej niż jeden zawodnik z NKO ta kwota została rozszerzona.

## Podsumowanie kwalifikacji

### Tabela kwalifikacji według kraju
| Reprezentacja                         | Mężczyźni | Kobiety | Dodatkowo | Razem |
| ------------------------------------- | --------- | ------- | --------- | ----- |
| Algieria                              | 1         |         |           | 1     |
| Andora                                | 1         |         |           | 1     |
| Argentyna                             | 1         |         |           | 1     |
| Armenia                               | 2         | 1       |           | 3     |
| Australia                             | 2         | 2       |           | 4     |
| Austria                               | 4         | 2       | 2         | 8     |
| Bermudy                               | 1         |         |           | 1     |
| Białoruś                              | 2         | 2       | 1         | 5     |
| Bośnia i Hercegowina                  | 1         | 1       |           | 2     |
| Brazylia                              | 1         | 1       |           | 2     |
| Bułgaria                              | 2         | 2       |           | 4     |
| Chile                                 | 1         |         |           | 1     |
| Chińska Republika Ludowa              | 2         | 2       |           | 4     |
| Chorwacja                             | 1         | 1       |           | 2     |
| Czechy                                | 3         | 3       | 3         | 9     |
| Dania                                 | 1         | 1       |           | 2     |
| Dominika                              | 1         | 1       |           | 2     |
| Estonia                               | 2         | 2       | 1         | 5     |
| Finlandia                             | 4         | 4       | 11        | 19    |
| Francja                               | 3         | 4       | 6         | 13    |
| Grecja                                | 1         | 1       |           | 2     |
| Hiszpania                             | 2         | 1       |           | 3     |
| Holandia                              |           | 1       |           | 1     |
| Iran                                  | 1         | 1       |           | 2     |
| Irlandia                              | 1         |         |           | 1     |
| Islandia                              | 1         |         |           | 1     |
| Japonia                               | 2         | 3       | 1         | 6     |
| Kanada                                | 4         | 3       | 4         | 11    |
| Korea Południowa                      | 1         | 1       |           | 2     |
| Kazachstan                            | 4         | 2       | 1         | 7     |
| Liechtenstein                         | 1         |         |           | 1     |
| Litwa                                 | 1         | 1       |           | 2     |
| Luksemburg                            | 1         |         |           | 1     |
| Łotwa                                 | 2         | 1       |           | 3     |
| Macedonia Północna                    | 1         | 1       |           | 2     |
| Mołdawia                              | 1         | 1       |           | 2     |
| Mongolia                              | 1         | 1       |           | 2     |
| Nepal                                 | 1         |         |           | 1     |
| Niemcy                                | 4         | 4       | 12        | 20    |
| Indie/Niezależni Sportowcy Olimpijscy | 1         |         |           | 1     |
| Norwegia                              | 4         | 4       | 12        | 20    |
| Nowa Zelandia                         | 1         | 1       |           | 2     |
| Peru                                  | 1         |         |           | 1     |
| Polska                                | 2         | 3       | 3         | 8     |
| Rosja                                 | 4         | 4       | 12        | 20    |
| Rumunia                               | 2         | 1       |           | 3     |
| Serbia                                | 2         | 1       |           | 3     |
| Słowacja                              | 2         | 2       |           | 4     |
| Słowenia                              | 2         | 4       | 3         | 9     |
| Stany Zjednoczone                     | 4         | 4       | 9         | 17    |
| Szwajcaria                            | 4         | 3       | 5         | 12    |
| Szwecja                               | 4         | 4       | 12        | 20    |
| Togo                                  |           | 1       |           | 1     |
| Turcja                                | 1         | 1       |           | 2     |
| Ukraina                               | 2         | 3       |           | 5     |
| Węgry                                 | 1         | 1       |           | 2     |
| Wielka Brytania                       | 2         | 2       | 1         | 5     |
| Włochy                                | 4         | 4       | 8         | 16    |

### Mężczyźni
| Kryteria                                                    | Zawodników na NKO | Suma zawodników | Zakwalifikowani |
| ----------------------------------------------------------- | ----------------- | --------------- | --- |
| Najlepsza 300, kwota podstawowa + 2 miejsca w najlepszej 30 | 4                 | 44              | Austria Finlandia Kanada Kazachstan Niemcy Norwegia Rosja Stany Zjednoczone Szwajcaria Szwecja Włochy |
| Najlepsza 300, kwota podstawowa + 1 miejsce w najlepszej 30 | 3                 | 6               | Czechy Francja |
| Najlepsza 300, kwota podstawowa                             | 2                 | 32              | Armenia Australia Białoruś Bułgaria Chińska Republika Ludowa Estonia Hiszpania Japonia Łotwa Polska Rumunia Serbia Słowacja Słowenia Ukraina Wielka Brytania |
| Kwota podstawowa                                            | 1                 | 27              | Algieria Andora Argentyna Bermudy Bośnia i Hercegowina Brazylia Chile Chorwacja Dania Dominika Grecja Islandia Iran Irlandia Korea Południowa Liechtenstein Litwa Luksemburg Macedonia Północna Mołdawia Mongolia Nepal Indie/Niezależni Sportowcy Olimpijscy Nowa Zelandia Peru Turcja |

### Kobiety
| Kryteria                                                    | Zawodniczek na NKO | Suma zawodniczek | Zakwalifikowani |
| ----------------------------------------------------------- | ------------------ | ---------------- | --- |
| Najlepsza 300, kwota podstawowa + 2 miejsca w najlepszej 30 | 4                  | 36               | Finlandia Francja Niemcy Norwegia Rosja Słowenia Stany Zjednoczone Szwecja Włochy |
| Najlepsza 300, kwota podstawowa + 1 miejsce w najlepszej 30 | 3                  | 18               | Czechy Japonia Kanada Polska Szwajcaria Ukraina |
| Najlepsza 300, kwota podstawowa                             | 2                  | 18               | Australia Austria Białoruś Bułgaria Chińska Republika Ludowa Estonia Kazachstan Słowacja Wielka Brytania                                                                                                 |
| Kwota podstawowa                                            | 1                  | 22               | Armenia Bośnia i Hercegowina Brazylia Chorwacja Dania Dominika Grecja Hiszpania Holandia Iran Korea Południowa Litwa Łotwa Macedonia Północna Mołdawia Mongolia Nowa Zelandia Rumunia Serbia Togo Turcja |

### Dodatkowe miejsca
| Zawodników na NKO | Suma | Zakwalifikowani                                     |
| ----------------- | ---- | --------------------------------------------------- |
| 12                | 48   | Niemcy Norwegia Rosja Szwecja                       |
| 11                | 11   | Finlandia                                           |
| 9                 | 9    | Stany Zjednoczone                                   |
| 8                 | 8    | Włochy                                              |
| 6                 | 6    | Francja                                             |
| 5                 | 5    | Szwajcaria                                          |
| 4                 | 4    | Kanada                                              |
| 3                 | 9    | Czechy Polska Słowenia                              |
| 2                 | 2    | Austria                                             |
| 1                 | 5    | Białoruś Estonia Japonia Kazachstan Wielka Brytania |